# 黄金巨匠
黃金巨匠，是日本純種競賽馬匹。生涯活躍於中長途賽事，於2011年勝出所有經典三冠賽事，成爲日本賽馬史上第七匹三冠馬，亦於其後勝出有馬紀念及寶塚紀念等賽事。由於其於賽場上的絕對統治力及暴烈的脾氣，被人稱爲「金色的暴君」（金色の暴君），並於2015年被選爲日本中央競馬會殿堂馬。

## 出賽前
2008年5月14日出生於北海道白老町白老牧場，成長途中於一口馬主俱樂部Sunday Racing Co. Ltd.進行馬主募集。
其後交由栗東訓練中心練馬師池江泰壽訓練。

## 競賽生涯

### 2歲
2010年8月14日出戰新潟競馬場的2歲新馬戰，進入直路後隨即衝出並爆發末腳，成功以1 1/2馬位率先衝線奪得首勝。順帶一提。衝線過後其將鞍上的騎師池添謙一拋落地面，於此時經已顯示其暴烈的性格。
10月3日出戰公開賽芙蓉錦標，於較慢步速的情況下保持於中團位置。進入直路後，其開始加速衝刺，但仍然未能超越前方領放的捕鯨之旅，最終獲得亞軍。
其後陣營原定安排其出戰東京體育盃兩歲錦標，但由於主戰騎師池添經已決定於此賽事策騎Iide Tiger，爲避免騎師上的衝突，最終決定轉戰京王盃兩歲錦標。比賽開始後，由於其發生漏閘，需要於後方追走，但進入直路後其未能成功提速，最終以第十大敗。
由於京王盃兩歲錦標的大敗，陣營決定避戰原定計劃的一級賽朝日盃未來錦標，並安排其於滋賀縣甲賀市北部牧場信樂分場進行放草調整。

### 3歲
2011年1月9日出戰新山錦標，雖然其於最後600米爆發出戰33.5秒的驚人末腳，但未能追上前方早已領先的紅樂手，最終以1 1/2馬位差距落敗。
2月6日出戰如月賞，比賽開始後其處於有利狀態，並以穩定的步伐推進。進入直路後，其再次爆發驚人的末腳，可惜先頭的太陽神驥及Rikisan Max經已建立穩定的領先優勢，其於未能追上對手下獲得第三。
3月26日出戰春季錦標，本次比賽由於中山競馬場受到東日本大震災影響關閉，而移師至阪神競馬場舉行。比賽開始後，其處於中團較後位置穩定推進，通過第四彎道後隨即加速衝出。進入直路後，其腳程未見憊倦，於外檔繼續加速下輕鬆超越前方對手，最終以3/4馬位優勢奪得首個分級賽冠軍。
4月24日出戰移師東京競馬場舉行的皋月賞，雖然此前勝出前哨戰，但仍然僅獲第四人氣。比賽開始後，其繼續選擇於中團位置推進，並保持體力等待時機。進入直路後，其隨即衝出馬群並成功進佔領先位置，最終於繼續加速下拋離瑞士名錶3馬位奪得首個一級賽冠軍。

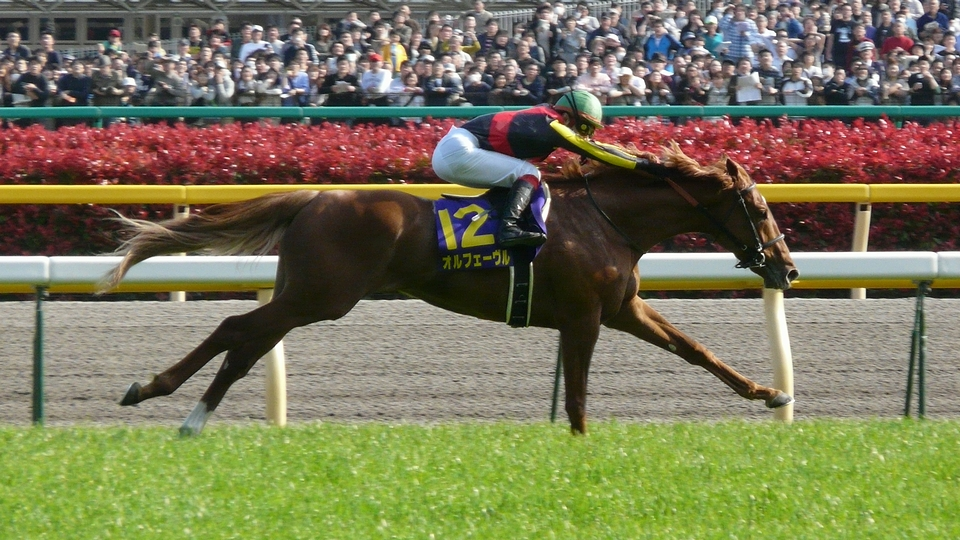
出戰皋月賞的黃金巨匠

5月29日出戰東京優駿（日本打吡），雖然面對颱風造成之大爛地等不確定因素，但其仍然以3.0倍獨贏賠率獲得第一人氣。比賽開始後，其處於有利位置並於中團追走，通過第三彎道時騎師池添原本打算抽出外檔，但最終未能成事以被馬群阻擋於內欄位置。進入直路後，由於其和中山騎士發生碰撞，導致騎師池添失去平衡險而落馬。但於直路中段調整過後，其成功於瑞士名錶及其他馬匹中央發現空隙並乘機透出，最終於其不斷加速下成功拋離第二的凱旋芭蕾1 3/4馬位奪得第二冠。

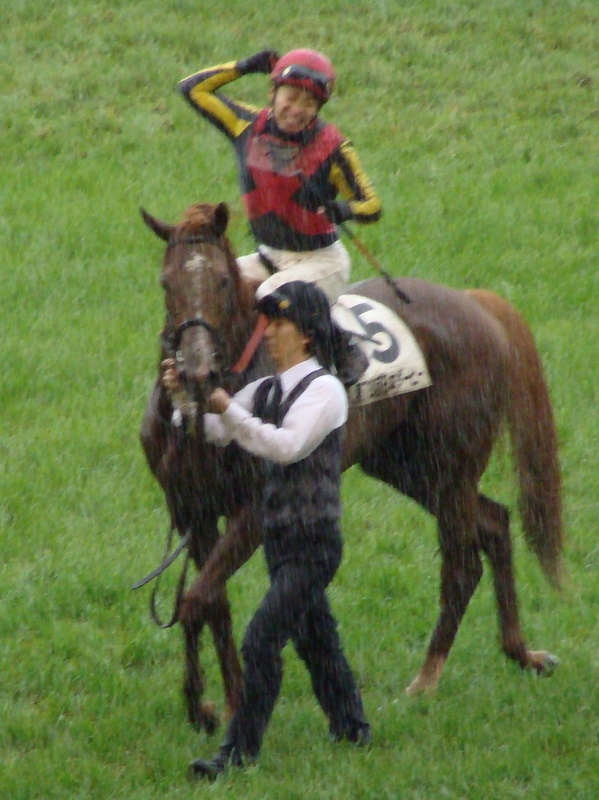
東京優駿賽後致謝

其後再次被安排至北部牧場有樂分場放草，備戰秋季的賽事並以達成三冠爲最大目標。
秋季首戰爲神戶新聞盃，再次以壓倒性的優勢獲得第一人氣。比賽開始後，其處於約莫第五的位置推進，面對前1000米63.5秒的慢步速下保持鎮定穩定地行進。通過第三彎道時其成功抽出外檔望空，於直路跑出最快末腳下進佔領先位置，最終以2 1/2馬位優勢壓過第二的凱旋芭蕾，獲得分級賽四連勝。
10月23日出戰菊花賞，以1.4倍獨贏賠率獲得第一人氣。比賽開始後，其處於穩定狀態於中團位置推進，雖然比賽途中有壓前的衝動，但於騎師池添的指揮下成功保持冷靜。通過第三彎道時候，其開始慢慢繞出外檔並逐步加速，並進佔先頭位置。進入直路後，其經已取得領先，於繼續加速下的情況成功進入獨走狀態，最終於其保持衝刺下，以2 1/2馬位優勢率先衝線，成爲成功奪得第三冠。憑藉此次勝利，其成爲計大震撼後第七匹三冠馬，亦是首匹父系、母系及外祖父均爲日本馬的三冠馬。至於陣營方面，騎師池添以32歲1個月1日成爲最年輕的三冠騎師，而練馬師池江泰壽則成功追隨其父池江泰郎於2005年訓練大震撼奪得三冠的腳步，達成日本賽馬史上首次父子制霸三冠練馬師頭銜。而於衝線過後，黃金巨匠再度將鞍上的騎師池添由馬背甩落，第二度於觀眾面前顯然出其較為暴烈的脾性，甚至令當時的評述員岡安讓表示：「我從來未見過如此的三冠馬。」（こんな三冠馬は初めてです。）

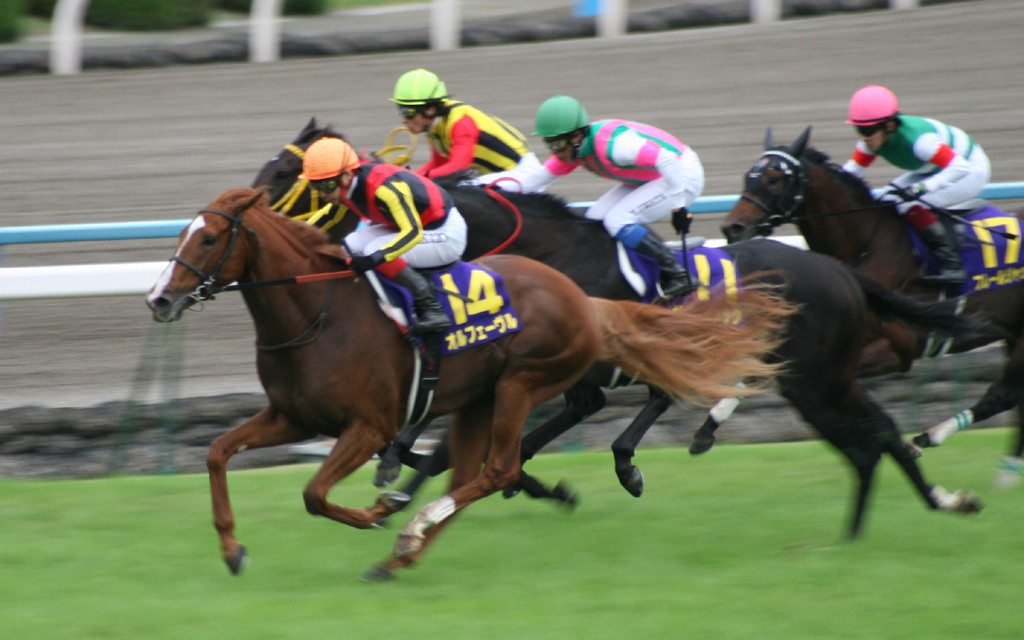
出戰菊花賞的黃金巨匠

經過短暫放草過後，陣營決定安排其出戰有馬紀念。本次比賽雖然有迷人景致及比薩勝駒等強敵，但由於三冠馬的實力所在，黃金巨匠仍然獲得第一人氣。比賽開始後，其因漏閘問題及對於差追馬不利的慢步速，開賽後隨即進入不利局面。但通過第二彎道時，騎師池添決定將黃金巨匠抽出外檔，試圖避免陷入被包圍的局面。進入直路後，黃金巨匠因爲一早處於外檔而成功望空加速，最終其不斷衝刺下超越前方的東瀛佐敦，並於保持優勢下未受到後方榮進閃耀及邁向輝煌的威脅，以3/4馬位優勢奪冠。

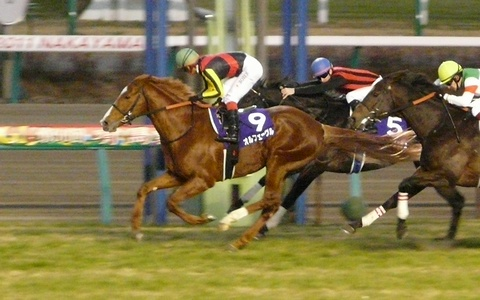
出戰有馬紀念的黃金巨匠

年末，由於其年間達成四冠的偉業，於評選中以全票285票當選最佳3歲雄馬，更以近乎全票的284票問鼎日本馬王的寶座。

### 4歲
作爲春季天皇賞的熱身，其2012年首戰爲3月18日的阪神大賞典。比賽開始後，其處於中團位置追走，但於通過彎道後開始有衝刺壓前的跡象，因而騎師池添收緊繮繩以減緩其速度。但此動作使黃金巨匠以爲比賽結束可以停步，因而減慢速度並向外檔逸走。一般而言，於比賽途中進入逸走狀態的賽駒基本上無法繼續衝刺，然而此時黃金巨匠目睹其前方有其他賽駒衝刺經過，其鬥心再度被激起，開始跑動並返回賽道之中，跟隨馬群節奏向第四彎道奔去。進入直路後，其經已重返中團位置並繼續以凌厲的姿態衝刺，最終僅以1/2馬位敗於Gustave Cry獲得第二。由於是次比賽的過程過於有趣，因而被馬迷戲稱爲「阪神大笑典」。
由於其在阪神大賞典的行徑，其需要於栗東訓練中心接受審查，通過測試後方可繼續出賽，是次事件亦是日本賽馬史上首次有三冠馬需要接受審查測試，可謂前所未見。最終，其成功通過審查，陣營遂遵從原定計劃以春季天皇賞爲目標。
4月29日出戰春季天皇賞，雖然上場比賽發生逸走事件，但仍然於賽前獲得第一人氣。比賽開始後，其於外檔位置逐步移入馬群中央推進，並保持自身於後方位置。通過第三彎道後，其嘗試抽出外檔，但始終未能提升速度進行此戰術。進入直路後，其仍然處於後方位置，即使騎師池添不斷催策其加速，仍然無法彌補比賽初段乃至通過第四彎道時的劣勢，最終以生涯最差的第十一完賽。
短暫放牧過後出戰寶塚紀念，比賽途中無視前方貓之拳的快放，處於第五左右的位置推進。通過第三彎道的時候，其並未和往常一樣抽出外檔，而是繼續保持節奏慢慢通過彎道。進入直路後，其隨即於內欄位置加速衝刺，於最後150米取得領先後仍未鬆懈，最終於繼續加速保持優勢下以2馬位壓過第二的統治地位，再次取得勝利。
其後陣營安排其遠征法國，以凱旋門大賽爲目標，並於遠征時改由蘇銘倫策騎。8月25日其由成田國際機場出發，途中經過仁川國際機場轉機，最終降落於戴高樂國際機場。接受檢疫後隨即於馬房內進行訓練及調整。
作爲熱身，9月16日出戰福伊錦標，最終成功超越前方的Meandre獲得冠軍。
10月7日出戰凱旋門大賽，面對衆多強敵其毫不怯場，更被認爲是奪冠大熱。比賽開始後，前方由領放馬Masterstroke帶領馬群前進，以黃金巨匠則於外檔最後放推進。通過第三彎道時，其仍然保持於後方位置，但於通過第四彎道時開始發力。進入直路後，其繼續發力衝刺，於最後300米處取得領先，然而此時其突然內閃並減緩速度，縱使騎師蘇銘倫捉緊繮繩兼加鞭修正仍無濟於事，最終其於浪費腳程下於終點線前被蘇林美亞超越獲得亞軍。

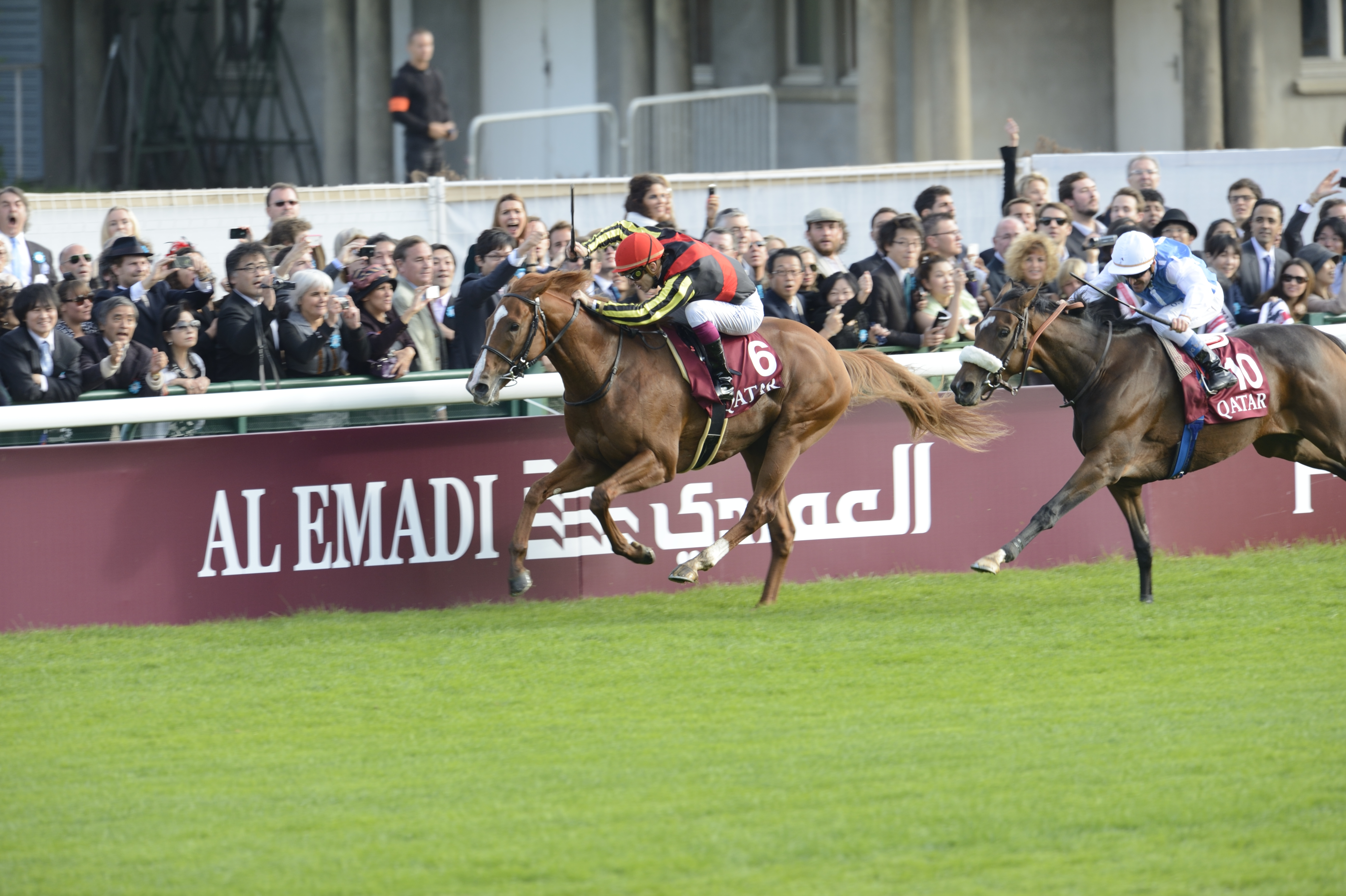
出戰凱旋門大賽的黃金巨匠

回國後稍作休養後出戰日本盃，將和本年度獲得雌馬三冠的貴婦人首次對決，亦爲計1985年春季天皇賞後暌違28年的三冠馬對決。比賽開始後，前方的霹靂戰駒隨即展開領放，而黃金巨匠則於中團靠後位置推進。通過第三彎道後其隨即加速，並於第四彎道時成功爬升至先頭位置。進入直路後其繼續加速保持優勢，並於最後300米開始和貴婦人發生纏鬥。最終於貴婦人較龐大的體格之下，黃金巨匠被對手之衝撞阻礙並落於下風，以鼻位落敗得第二。
完成日本盃後，陣營決定避戰有馬紀念並安排其進入休養，冀以最佳狀態迎接5歲生涯。
年末，由於其勝出寶塚紀念及於凱旋門大賽創下佳績，於評選中以273票當選最佳4歲及以上雄馬，但於日本馬王評選則大敗於貴婦人。

### 5歲
考慮其於上年度阪神大賞典因過長距離而失控，2013年首戰定爲產經大阪盃。比賽開始後，其處於中團位置穩定追走，並於通過第四彎道時抽出外檔成功領先，最終利保持速度下以1/2馬位獲勝。
其後陣營決定避戰春季天皇賞，出戰寶塚紀念再度遠征法國。然而於寶塚紀念賽前，其於一次訓練後被發現運動性肺出血以避戰寶塚紀念，但經過治療後確定並無大礙，可以繼續進行遠征計劃。
9月15日按照計劃出戰福伊錦標，再次於直路成功跑出優秀末腳，最終超越拋離對手3馬位達成連霸。
10月6日再度挑戰凱旋門大賽。比賽開始後，Penglai Pavilion隨即於前方領放，以黃金巨匠則於中團靠後的外檔位置推進。進入直路後，其加速衝刺並一度迫近前方的卓芙，但礙於對手二度加速下，黃金巨匠最終未能成功超越卓芙，再次以第二完賽。
回國後陣營決定將12月22日的有馬紀念作爲退役戰，賽前獲得第一人氣。比賽開始後，作爲領放馬的利祿殊隨即搶佔位置領放，黃金巨匠則於較後方位置追走，並保持緩慢的節奏以等待時機。通過第三彎道時，其再次選擇經典的抽出外檔戰術，並於通過第四彎道時經已處於明顯有利的前方位置。進入直路後，其憑藉望空的狀態，捉緊機會衝刺加速，於其凌厲的姿態下，成功拋離第二的凱旋芭蕾8馬位衝線奪冠，達成有終之美。

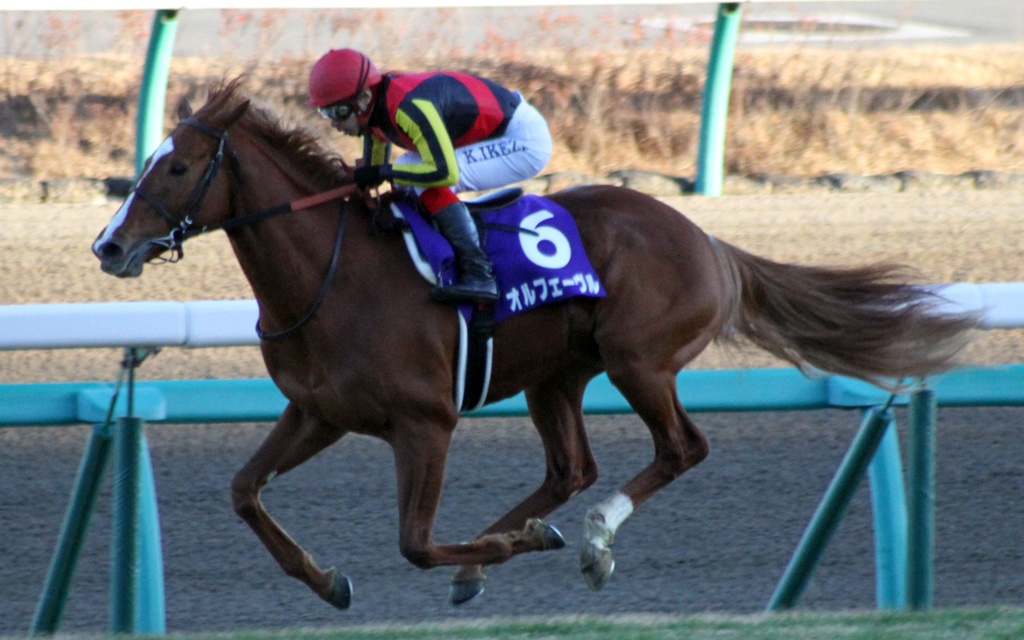
出戰有馬紀念的黃金巨匠

同日，於中山競馬場最後一場比賽完成後，陣營爲其舉辦退役儀式，據統計有約6萬名馬迷停留於場內，只爲送別這匹一代馬王。
年末，於於評選中以176票蟬聯最佳4歲以上雄馬，但於日本馬王評選則敗給一代短途王者龍王。

### 詳細賽績
| 日期       | 舉辦國家 | 馬場 | 距離   | 級別 | 賽事名稱       | 負重 | 騎師     | 馬號 | 出馬 | 名次 | 時間     | 頭馬（二馬）       |
| ---------- | -------- | ---- | ------ | ---- | -------------- | ---- | -------- | ---- | ---- | ---- | -------- | ------------------ |
| 14/8/2010  | 日本     | 新潟 | 草1600 |      | 2歲新馬        | 54   | 池添謙一 | 8    | 14   | 1    | 1:37.4   | （湘南完美）       |
| 3/10/2010  | 日本     | 中山 | 草1600 | OP   | 芙蓉錦標       | 55   | 池添謙一 | 3    | 8    | 2    | 1:35.3   | 捕鯨之旅           |
| 13/11/2010 | 日本     | 東京 | 草1400 | GII  | 京王盃兩歲錦標 | 55   | 池添謙一 | 7    | 15   | 10   | 1:22.60  | 大賽波士           |
| 9/1/2011   | 日本     | 京都 | 草1600 | GIII | 新山紀念       | 56   | 池添謙一 | 1    | 16   | 2    | 1:34.2   | 紅樂手             |
| 6/2/2011   | 日本     | 京都 | 草1800 | GIII | 如月賞         | 56   | 池添謙一 | 10   | 12   | 3    | 1:47.8   | 太陽神驥           |
| 26/3/2011  | 日本     | 阪神 | 草1800 | GII  | 春季錦標       | 56   | 池添謙一 | 6    | 18   | 1    | 1:46.4   | （巴比倫王）       |
| 24/4/2011  | 日本     | 東京 | 草2000 | GI   | 皋月賞         | 5    | 池添謙一 | 12   | 18   | 1    | 2:00.6   | （瑞士名錶）       |
| 29/5/2011  | 日本     | 東京 | 草2400 | GI   | 東京優駿       | 57   | 池添謙一 | 5    | 18   | 1    | 2:30.50  | （凱旋芭蕾）       |
| 25/9/2011  | 日本     | 阪神 | 草2400 | GII  | 神戶新聞盃     | 56   | 池添謙一 | 7    | 11   | 1    | 2:28.30  | （凱旋芭蕾）       |
| 23/10/2011 | 日本     | 京都 | 草3000 | GI   | 菊花賞         | 57   | 池添謙一 | 14   | 18   | 1    | 3:02.80  | （凱旋芭蕾）       |
| 25/12/2011 | 日本     | 中山 | 草2500 | GI   | 有馬紀念       | 55   | 池添謙一 | 9    | 13   | 1    | 2:36.0   | （榮進閃耀）       |
| 18/3/2012  | 日本     | 阪神 | 草3000 | GII  | 阪神大賞典     | 57   | 池添謙一 | 12   | 12   | 2    | 3:11.90  | Gustave Cry        |
| 29/4/2012  | 日本     | 京都 | 草3200 | GI   | 春季天皇賞     | 58   | 池添謙一 | 18   | 18   | 11   | 3:15.60  | 霹靂戰駒           |
| 24/6/2012  | 日本     | 阪神 | 草2200 | GI   | 寶塚紀念       | 58   | 池添謙一 | 11   | 16   | 1    | 2.10.90  | （統治地位）       |
| 16/9/2012  | 法國     | 隆尚 | 草2400 | GII  | 福伊錦標       | 58   | 蘇銘倫   | 4    | 5    | 1    | 2.34.26  | （Meandre）        |
| 7/10/2012  | 法國     | 隆尚 | 草2400 | GI   | 凱旋門大賽     | 59.5 | 蘇銘倫   | 6    | 18   | 2    | 紀錄缺失 | 蘇林美亞           |
| 25/11/2012 | 日本     | 東京 | 草2400 | GI   | 日本盃         | 57   | 池添謙一 | 17   | 17   | 2    | 2:23.1   | 貴婦人             |
| 31/3/2013  | 日本     | 阪神 | 草2000 | GII  | 產經大阪盃     | 58   | 池添謙一 | 5    | 14   | 1    | 1:59.00  | （湘南聲威）       |
| 15/9/2013  | 法國     | 隆尚 | 草2400 | GII  | 福伊錦標       | 58   | 蘇銘倫   | 7    | 9    | 1    | 2.41.47  | （Very Nice Name） |
| 6/10/2013  | 法國     | 隆尚 | 草2400 | GI   | 凱旋門大賽     | 59.5 | 蘇銘倫   | 6    | 17   | 2    | 紀錄缺失 | 卓芙               |
| 22/12/2013 | 日本     | 中山 | 草2500 | GI   | 有馬記念       | 57   | 池添謙一 | 6    | 16   | 1    | 2:32.30  | （凱旋芭蕾）       |

## 退役後
2015年9月14日黃金巨匠被選出為日本中央競馬會第31匹殿堂馬，在196票當中取得188票。
退役後，黃金巨匠成為了配種馬，於北海道安平町社台Stallion Station休養，於2014年進行配種，配種費為600萬日圓。首批子嗣於2015年出生。首批子嗣可於2017年出賽，在7月9日已經有中央的賽駒在新馬賽中取勝。9月2日，Rock This Town在札幌兩歲錦標取勝，成為首匹在分級賽取勝的子嗣。12月10日，旺紫丁於阪神兩歲牝馬錦標取勝，成為首匹勝出一級賽的黃金巨匠子嗣。2018年4月15日，金紀元於皋月賞取勝，成功達成父子一級賽制霸。

### 主要子嗣

#### 一級賽優勝子嗣
粗體字為一級賽
2015年生
- 金紀元（皋月賞）
- 旺紫丁（阪神兩歲牝馬錦標、鬱金香賞、兩次女皇伊利沙伯二世盃、大阪盃）

2016年生
- Marche Lorraine（雌馬預賽、皇后盃、 育馬者盃雌馬大賽）
- 湘南撫子（皇后盃、柏市紀念）

2017年生
- 盈寶奇嶽（兩次東京大賞典、川崎紀念、 杜拜世界盃、日本電視盃）

#### 分級賽事優勝子嗣
2015年生
- Rock This Town（札幌兩歲錦標）
- 安撫人心（人魚錦標）
- Bio Spark（福島紀念）

2016年生
- 邁步前行（日經新春盃）
- Andraste（中京紀念）
- 俊男孩（東京短途錦標、東京盃、亮星錦標）
- Turbo（新潟跳欄錦標、阪神跳欄錦標）
- 銀音速（長途馬錦標、 紅海草地讓賽）
- 壯偉萬島（長途馬錦標）

2017年生
- 鍍金鏡（武藏野錦標）
- 栗本大賞（中山牝馬錦標）
- 紅暉熠熠（獵鷹錦標）
- 鐵甲巴魯（長途馬錦標）
- 威信英明（青葉賞、兩次阿根廷共和國盃、 新未來城草地盃）

2018年生
- 小港景致（小倉夏季跳欄賽）
- So Valiant（兩次挑戰盃）
- 適度（如月賞）

2019年生
- 北島名花（妖精錦標）
- 混和成一（鑽石錦標）

2021年生
- 栗本天命（鬱金香賞）

此外，日本中央競馬會出賽馬體重最輕紀錄馬山茶花（2016年出生）亦為其子嗣。

## 血統簡介
父系黃金旅程爲日本賽駒，因善戰但長達2年半未能取得分級賽優勝的經歷被稱為「稀世的銀銅牌收藏家」，後於引退戰的香港瓶獲勝而成為首匹贏得海外一級賽冠軍的純日本國產賽馬。退役後配種成績非常優秀。祖父週日寧靜是美國三冠賽兩勝馬，退役後在日本配種，在日本馬壇相當成功，贏得多項分級賽事，其子嗣贏得巨額獎金。
母系Oriental Art爲日本賽駒，生涯戰績可圈可點，曾勝出三場頭馬。外祖父目白麥昆亦爲日本賽駒，生涯戰績彪炳，曾連霸春季天皇賞，被譽爲日本賽馬史上最強的長途馬之一。

### 血統表
| 父線：週日寧靜系（Halo系）           |                            |                 |                 |
| 種馬 黃金旅程 1994年（深棗色）       | 週日寧靜 1986年（棕色）    | Halo            | Hail to Reason  |
| 種馬 黃金旅程 1994年（深棗色）       | 週日寧靜 1986年（棕色）    | Halo            | Cosmah          |
| 種馬 黃金旅程 1994年（深棗色）       | 週日寧靜 1986年（棕色）    | Wishing Well    | Understanding   |
| 種馬 黃金旅程 1994年（深棗色）       | 週日寧靜 1986年（棕色）    | Wishing Well    | Mountain Flower |
| 種馬 黃金旅程 1994年（深棗色）       | Golden Sash 1988年（栗色） | Dictus          | Sanctus         |
| 種馬 黃金旅程 1994年（深棗色）       | Golden Sash 1988年（栗色） | Dictus          | Doronic         |
| 種馬 黃金旅程 1994年（深棗色）       | Golden Sash 1988年（栗色） | Dyna Sash       | 北方風味        |
| 種馬 黃金旅程 1994年（深棗色）       | Golden Sash 1988年（栗色） | Dyna Sash       | Royal Sash      |
| 繁殖雌馬 Oriental Art 1997年（栗色） | 目白麥昆 1987年（灰色）    | Mejiro Titan    | Mejiro Asama    |
| 繁殖雌馬 Oriental Art 1997年（栗色） | 目白麥昆 1987年（灰色）    | Mejiro Titan    | Cheryl          |
| 繁殖雌馬 Oriental Art 1997年（栗色） | 目白麥昆 1987年（灰色）    | Mejiro Aurora   | Remand          |
| 繁殖雌馬 Oriental Art 1997年（栗色） | 目白麥昆 1987年（灰色）    | Mejiro Aurora   | Mejiro Iris     |
| 繁殖雌馬 Oriental Art 1997年（栗色） | Electro Art 1986年（栗色） | 北方風味        | 北地舞人        |
| 繁殖雌馬 Oriental Art 1997年（栗色） | Electro Art 1986年（栗色） | 北方風味        | Lady Victoria   |
| 繁殖雌馬 Oriental Art 1997年（栗色） | Electro Art 1986年（栗色） | Grandma Stevens | Lt. Stevens     |
| 繁殖雌馬 Oriental Art 1997年（栗色） | Electro Art 1986年（栗色） | Grandma Stevens | Dhow            |
| 雌系：Rosie Ogrady系（號族：8-c）    |                            |                 |                 |
| 五代內近親交配：北方風味 4×3         |                            |                 |                 |

## 命名由來
名字Orfevre（オルフェーヴル）於法语中，代表負責加工金飾的匠人，聯想自父系黃金旅程的名字，香港則翻譯为「黃金巨匠」。

## 外部連結
- 黃金巨匠 netkeiba.com （页面存档备份，存于）
- 血統表 （页面存档备份，存于）